# РПГ-4
РПГ-4 (РПГ-150) — советский ручной противотанковый гранатомёт многоразового применения. Предназначался для борьбы с танками, самоходными артиллерийскими установками и другой бронетехникой, должен был быть использован для уничтожения живой силы в укрытиях, а также для борьбы с низколетящими малоскоростными воздушными целями. Разрабатывался ГСКБ-47 (ныне ГНПП «Базальт») в 1958-1961, но не был принят на вооружение, проиграв по ТТХ РПГ-7.

## История создания
Разработкой гранатомета РПГ-150 (первоначальное название) с надкалиберной кумулятивной гранатой ПГ-150 в 1958-1961 г.г. занималось ГСКБ-47 Министерства сельскохозяйственного машиностроения СССР (ныне — ГНПП «Базальт»). В 1958 г. гранатомет прошел полигонные испытания, а в 1961 г. — войсковые.
Гранатомет создавался на смену РПГ-2. Для того, чтобы повысить начальную скорость гранаты и прицельную дальность стрельбы был изменен калибр гранатомета до 45 мм. Также, в отличие от РПГ-2, ствол РПГ-4 имел уширение, в нём размещалась зарядная камера. Заметным отличием стал раструб, который крепился на казенной части ствола — это было сделано для обеспечения безоткатности гранатомета при выстреле. Но были и заимствования из конструкции РПГ-2. Так были перенесены хорошо зарекомендовавшие себя ударно-спусковой и бойковый механизмы. Конструкторами предусматривалась прицельная стрельба с помощью механического прицела. Чтобы исключить ожоги при стрельбе, на стволе крепились сделанные из фанеры накладки.
Пройдя войсковые испытания гранатомет зарекомендовал себя хорошо, подтвердив заложенные при разработке тактико-технические характеристики. РПГ-4 превосходил по основным показателям РПГ-2, однако ко времени прохождения войскового испытания появились первые результаты по РПГ-7 с активно-реактивным выстрелом ПГ-7В. РПГ-7 по дальности и бронепробиваемости существенно превосходил РПГ-4, это и явилось основной причиной непринятия комплекса на вооружение.

## Конструкция
Пусковое устройство: гранатомет состоит из ствола с раструбом и ударно-спускового механизма куркового типа с бойковым механизмом. Заряжание с дульной части ствола. На стволе закреплены термозащитные деревянные накладки.
На казенной части ствола крепился раструб, обеспечивающий безоткатность гранатомета при выстреле. Ударно-спусковой механизм и бойковый механизм целиком унаследован от РПГ-2. Для исключения возможности получения ожогов на РПГ-4 установлены накладки из фанеры. Прицел механический, состоящий из откидных мушки и прицельной рамки, с тремя прорезями для стрельбы на 50, 200 и 400 метров.

### ТТХ гранатомета
- Калибр ствола: 45 мм
- Масса гранатомета: 4.7 кг
- Прицельная дальность: 300 м
- Дальность прямого выстрела по ростовой фигуре высотой 2 м: 143 м

### Типы БЧ
Кумулятивная граната ПГ-150, состоит из кумулятивной боевой части, донного взрывателя и порохового заряда. На стабилизаторе закреплены 6 гибких перьев, разворачивающихся после выстрела.
- Калибр: 83 мм
- Масса выстрела: 1,9 кг
- Бронепробиваемость: 220 мм (по нормали)

## Применение
Расчет состоял из двух солдат:
- Стрелок-гранатометчик  должен был переносить 1 гранатомет и сумку с ЗИП
- Стрелок-помощник гранатометчика, переносящий сумку на 3 гранаты.

Наведение — механический открытый прицел с мушкой.